# تلمبه عباس‌آباد (سیرجان)
تلمبه عباس‌آباد، روستایی در دهستان نجف‌آباد از توابع بخش مرکزی شهرستان سیرجان در استان کرمان است.

## جمعیت
این روستا در دهستان نجف‌آباد قرار دارد و براساس سرشماری مرکز آمار ایران در سال ۱۳۹۵، جمعیت آن ۱۵ نفر (۵ خانوار) بوده‌است.